# Scopula sankana
Scopula sankana är en fjärilsart som beskrevs av Louis Beethoven Prout 1938. Scopula sankana ingår i släktet Scopula och familjen mätare. Inga underarter finns listade.